# Fai un Sol de Carallo
Fai un Sol de Carallo, editado en 1986, es el segundo álbum de estudio del grupo gallego Os Resentidos. 

## Descripción
Con una producción menos amateur que su LP debut, los temas contenidos en este álbum se caracterizan por el surrealismo y el humor crítico en sus letras y el sonido rock y punk en la música.
La canción más popular del disco es Galicia Canibal (fai un sol de carallo) (1986) que contiene la frase más célebre del rock gallego: Fai un sol de carallo. Ha sido considerada un himno de la Movida gallega.

## Lista de canciones
- A-esfínter (gordo)
- Mari, Mari
- Follow me
- Pensionismo ou barbarie
- Alpinismo
- En Kampuchea
- Galicia caníbal
- Sector naval
- Ponte Piaf
- Minoría sij
- Líbido rock